# José Frade Almohalla
José Frade Almohalla (Madrid, 1938) és un empresari espanyol, productor i distribuïdor cinematogràfic i de televisió.

## Trajectòria professional
Comença la seva activitat com a empresari de companyies teatrals a la fi de la dècada de 1950, sent la seva primera producció Irma la dulce, convertida en un gran èxit a Barcelona i la resta d'Espanya malgrat el fracàs inicial a Madrid. Després contractà Conchita Montes per protagonitzar La tia Mame, que en aquest moment interpretava Rosalind Russell a Broadway. Ambdues obres van ser després portades al cinema.
És també empresari d'humoristes i cantants, tant espanyols com estrangers: Los Cinco Latinos, Yma Sumac, Miguel Gila, Mary Santpere, etc.

### Èxit comercial
Convertit de seguida en un dels principals productors cinematogràfics espanyols, la primera part de la seva carrera se centra en la coproducció de spaghetti western fins que el 1970 produeix una comèdia que resulta un èxit sense precedents, No desearás al vecino del quinto, dirigida per Tito Fernández i protagonitzada per Alfredo Landa. Així neix el gènere conegut com a landisme, que continua amb No desearás la mujer del vecino (1971), Préstame quince días (1971), Los días de Cabirio (1971), Cuando el cuerno suena (1975), etc.
Paral·lelament acull produccions de diversos gèneres (suspens, musical, destape), amb directors consolidats (José Luis Sáenz de Heredia, José Antonio Nieves Conde, Luis Lucia) i nous realitzadors (Eloy de la Iglesia). Amb La chica del Molino Rojo, dirigida per Eugenio Martín el 1973, la imatge de nena prodigi de Marisol deixa pas a una Pepa Flores adulta i sofisticada. També va produir algunes pel·lícules per al lluïment de Manolo Escobar.

### Cinema en transició
Amb l'arribada de la Transició Espanyola, la seva trajectòria evoluciona cap a pel·lícules de contingut històric i social, presentades i premiades en els festivals internacionals, sent les primeres Tormento i Pim, pam, pum... ¡fuego! (Pedro Olea, 1974 i 1975) i, a continuació, títols tan representatius de l'apertura com La trastienda (Jordi Grau i Solà, 1975), Les llargues vacances del 36 (Jaime Camino, 1976), La guerra de papá (Antonio Mercero, 1977) o Un hombre llamado Flor de Otoño (Pedro Olea, 1978).
El 1977 resulta escollit President de l'Associació Independent de Productors Cinematogràfics Espanyols, el primer triat democràticament fora del Sindicat Vertical.
No abandona el cinema més comercial que dirigeix Mariano Ozores: Préstame tu mujer (1980), Brujas mágicas (1981), Cristóbal Colón, de oficio... descubridor (1982), Juana la loca... de vez en cuando (1983), etc. i el 1989 produeix la pel·lícula Sangre y arena, dirigida per Javier Elorrieta i protagonitzada per Sharon Stone.

### Televisió
El 1983 va estendre la seva producció a la televisió amb la sèrie Las pícaras, però es mostrà molt crític amb la política de subvencions al cinema espanyol i els seus vincles amb Televisió Espanyola durant el mandat de Pilar Miró i els successius governs de Felipe González.
Durant la dècada de 1990 es converteix en accionista d'Antena 3 Televisió arribant a posseir el 5% de la cadena. Aleshores produeix les sèries Canguros (1994), Hermanos de leche (1994), Tres hijos para mí solo (1995) i Yo, una mujer (1996). Amb TVE torna a col·laborar a Café con leche (1998), Academia de baile Gloria (2001) i ¿Se puede? (2004).
Finalment, el 1996 posa en marxa la seva pròpia televisió, Canal 7 Televisión, on produeix els programes El precio justo, El rastro, Ayuda en marcha, 7 de corazones, Corazón del milenio i El debate, entre d'altres. També impulsa programes musicals com Las chicas y los chicos, Dedicado a ti, Salto a la fama, La copla, Historias del cuplé.
El 1998 és un dels principals finançadors del diari La Razón, fundat per Luis María Anson, encara que aviat es deslliga del projecte. Aquest any els tribunals resolen en contra seva una querella interposada contra els responsables de la sèrie de Telecinco Médico de familia per un presumpte delicte contra la propietat intel·lectual.
En 2010 produeix la pel·lícula Don Mendo Rock. ¿La venganza?, dirigida per José Luis García Sánchez.